# San Marino na Letnich Igrzyskach Olimpijskich 2000
San Marino na Letnich Igrzyskach Olimpijskich 2000 w Sydney reprezentowało czterech sportowców. Wystartowali oni w trzech konkurencjach: lekkoatletyce, pływaniu oraz strzelectwie. Chorążym była Emanuela Felici startująca w tej ostatniej konkurencji.
Był to dziesiąty start San Marino jako niepodległego państwa na letnich igrzyskach olimpijskich. Wcześniej startowali w 1960 w Rzymie, a następnie po ośmiu latach w Meksyku. Od tamtego czasu zawodnicy z San Marino startują nieprzerwanie.

## Reprezentanci

### Lekkoatletyka
- Gian Luigi Macina - maraton, 74. miejsce

### Pływanie
- Diego Mularoni - 1500 metrów stylem dowolnym (odpadł w eliminacjach)

### Strzelectwo
- Francesco Amici – trap mężczyzn (32. miejsce)
- Emanuela Felici – trap kobiet (7. miejsce)